# Ford Probe
Ford Probe – samochód sportowy klasy kompaktowej, następnie klasy średniej produkowany pod amerykańską marką Ford w latach 1988 – 1997.

## Pierwsza generacja

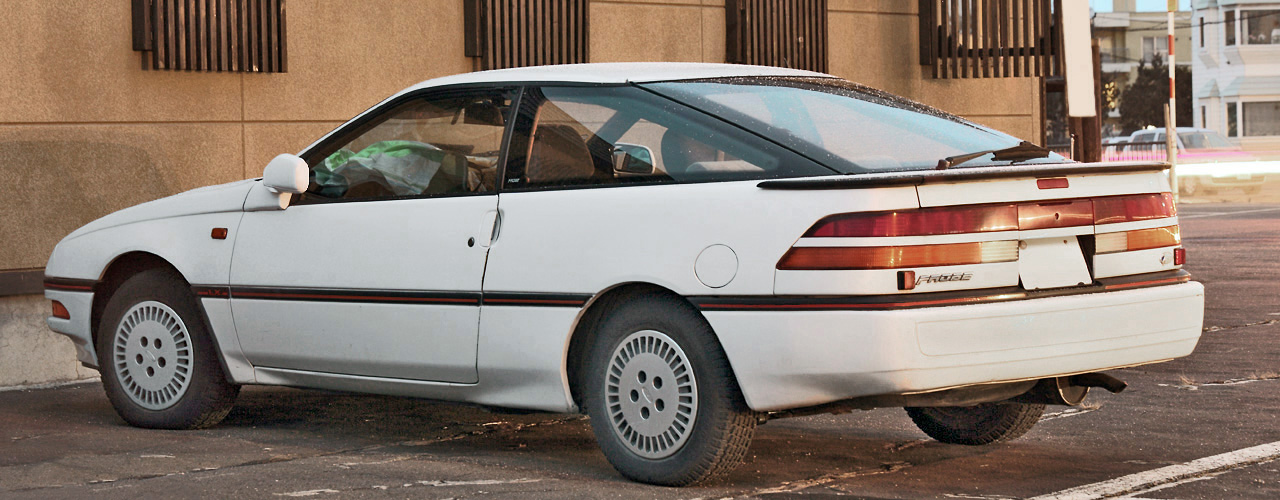
Ford Probe I - tył

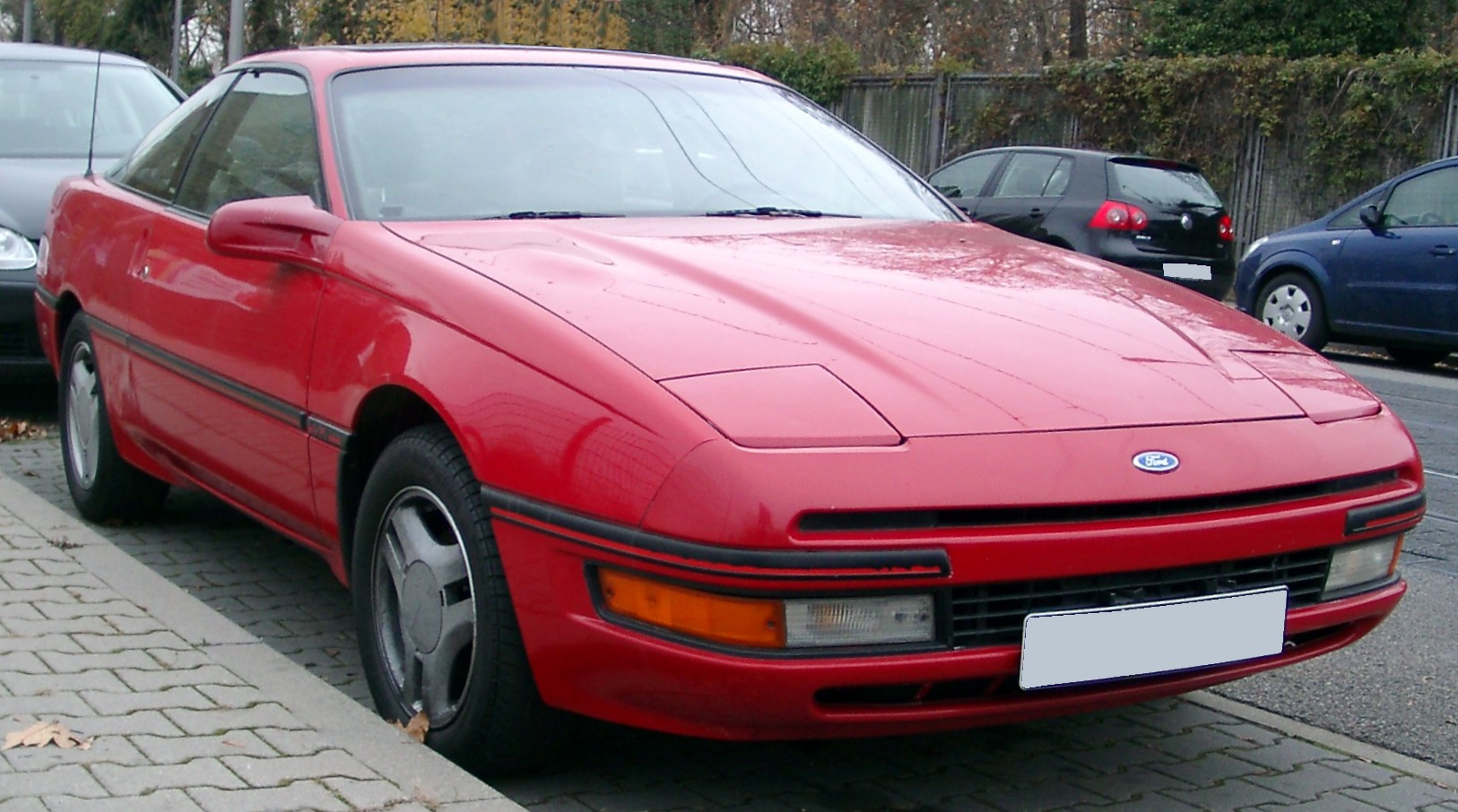
Ford Probe I po liftingu

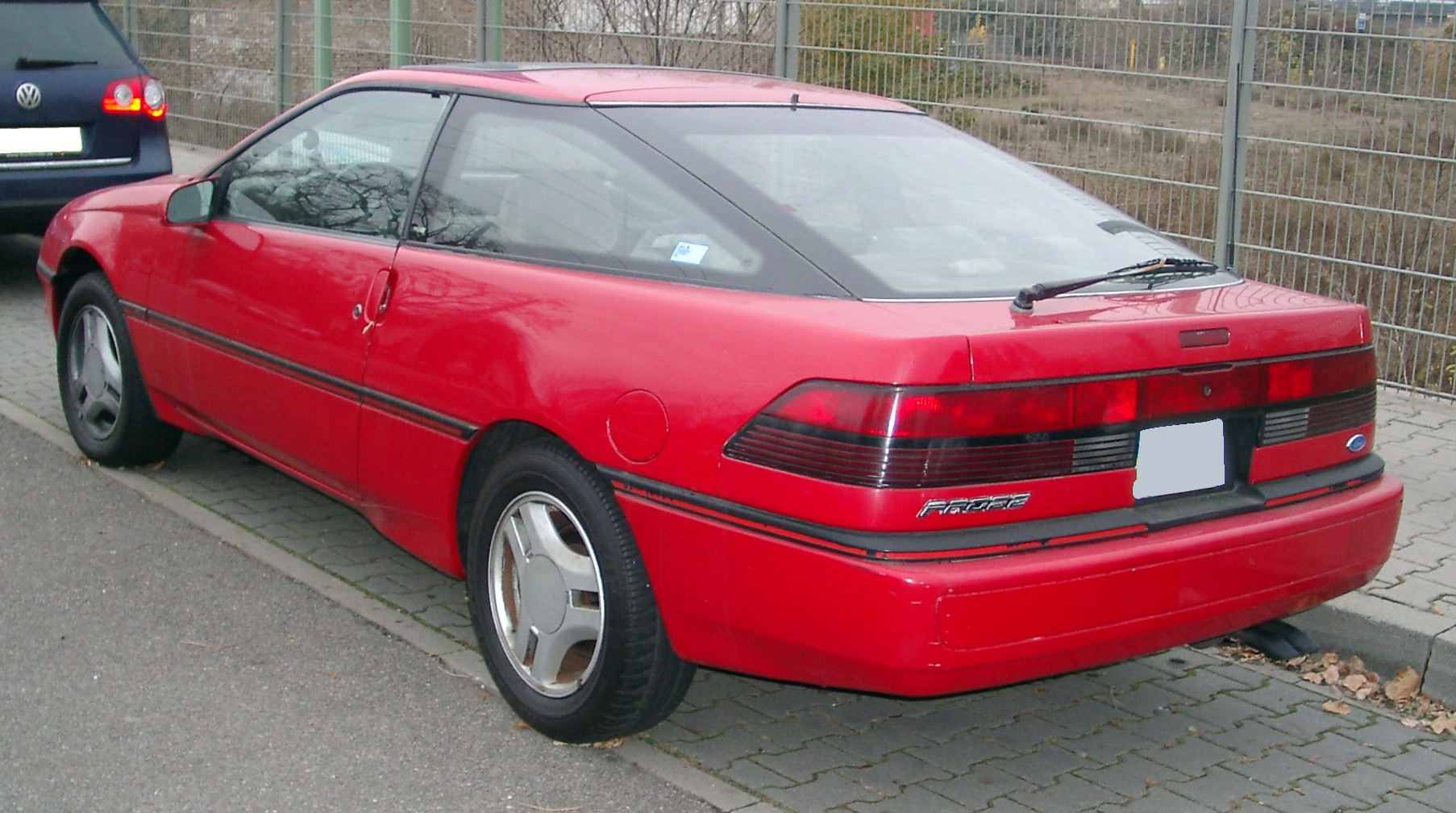
Ford Probe I - tył po liftingu

Ford Probe I produkowany był w latach 1988 - 1992. Łącznie wyprodukowano 502 599 egzemplarzy pierwszej generacji. 
W 1988 roku Ford przedstawił nowy, kompaktowych wymiarów samochód sportowy oparty na platformie Mazda GD platform opracowanej we współpracy z japońską marką. Probe stał się modelem światowym, opracowanym z myślą zarówno o rynku północnoamerykańskim, jak i europejskim. 
Na rynku rodzimym samochód zastąpił coupe EXP, z kolei w Europie pojawił się na miejscu modelu Capri. Charakterystycznym elementem stylistyki Forda Probe I była aerodynamiczna sylwetka z chowanymi reflektorami, chowane klamki, a także podłużne tylne lampy składającymi się z dwóch pasów. W ciągu trwającej 4 lata produkcji powstało 502 599 sztuk modelu.

### Lifting
W 1991 roku Ford zaprezentował Probe I po gruntownej modernizacji. Zmodyfikowano wygląd przednich zderzaków, gdzie pojawiły się podłużne paski kierunkowskazów, a także zmieniono formę tylnych lamp, które przyjęły jednoczęściowy kształt.

### Wersje wyposażenia
- GL
- GT
- LX

### Dane techniczne
| Model:                     | Silnik: | Typ silnika:  | Zawory: | Pojemność skokowa: | Moc maksymalna: | Moment obrotowy:           | Prędkość maksymalna: | Przyśpieszenie 0-100 km/h: |
| -------------------------- | ------- | ------------- | ------- | ------------------ | --------------- | -------------------------- | -------------------- | -------------------------- |
| Probe GL R4 2.2 SOHC       | Mazda   | R4 SOHC       | 12      | 2189 cm³           | 112 KM          | 176 Nm przy 3500 obr./min. | 190 km/h             | 9,3 s                      |
| Probe GT R4 2.2 SOHC TURBO | Mazda   | R4 SOHC Turbo | 12      | 2189 cm³           | 147 KM          | 258 Nm przy 3500 obr./min  | 220 km/h             | 7,5 s                      |
| Probe LX V6 3.0 OHV        | Ford    | V6 OHV        | 12      | 2983 cm³           | 142 KM          | 217 Nm przy 3000 obr./min. | 209 km/h             | 8,4 s                      |

## Druga generacja

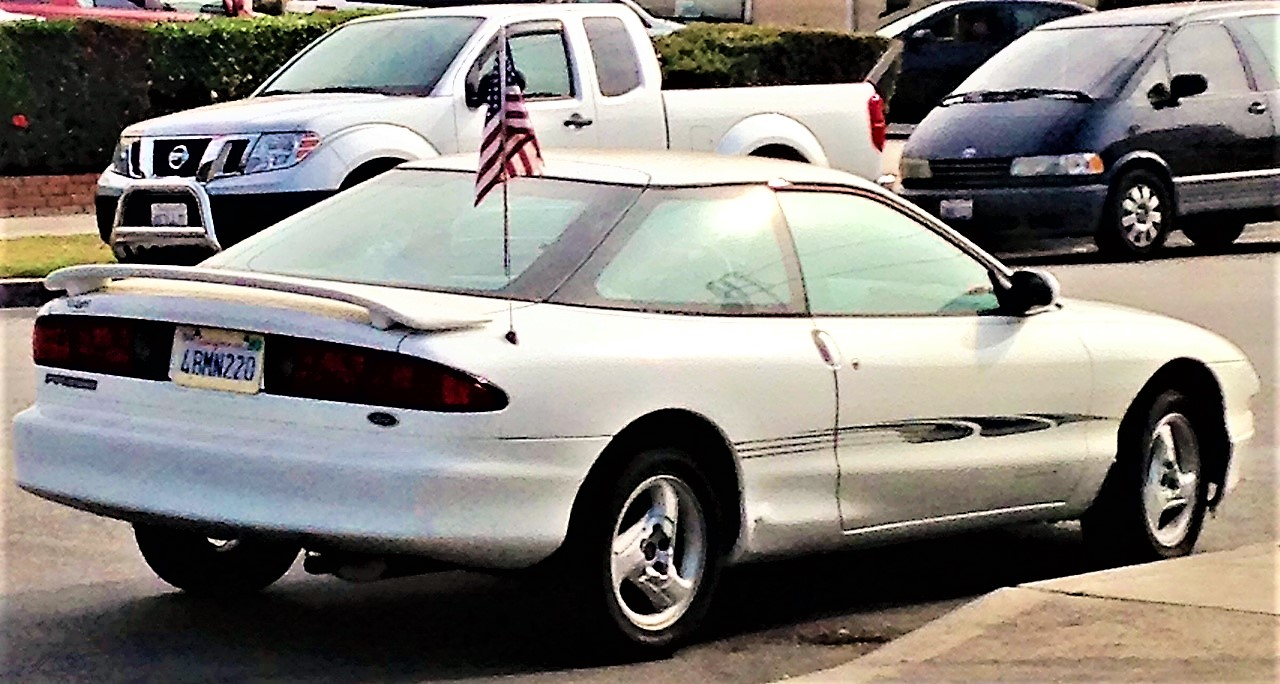
Ford Probe II - tył

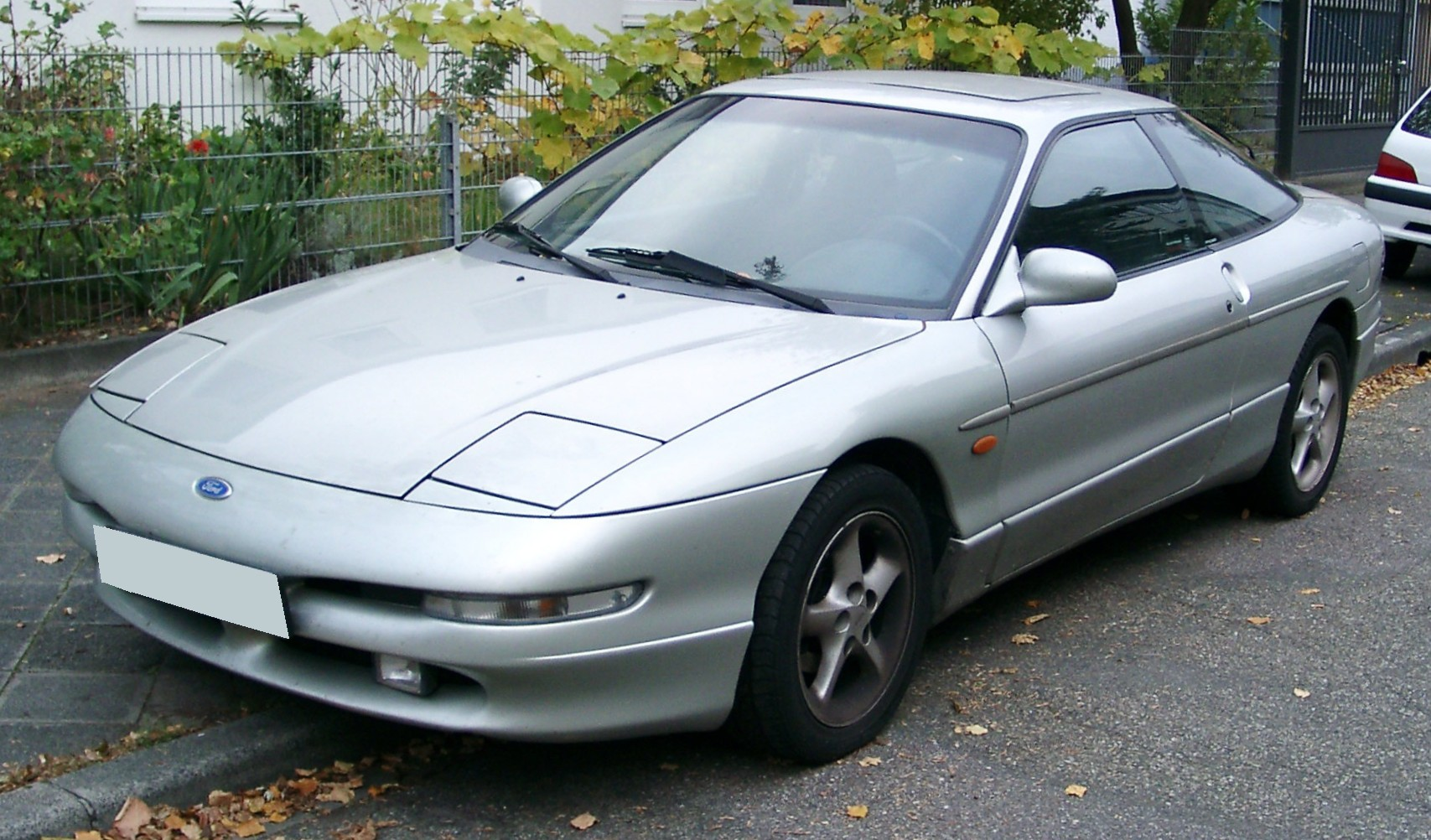
Ford Probe II po liftingu

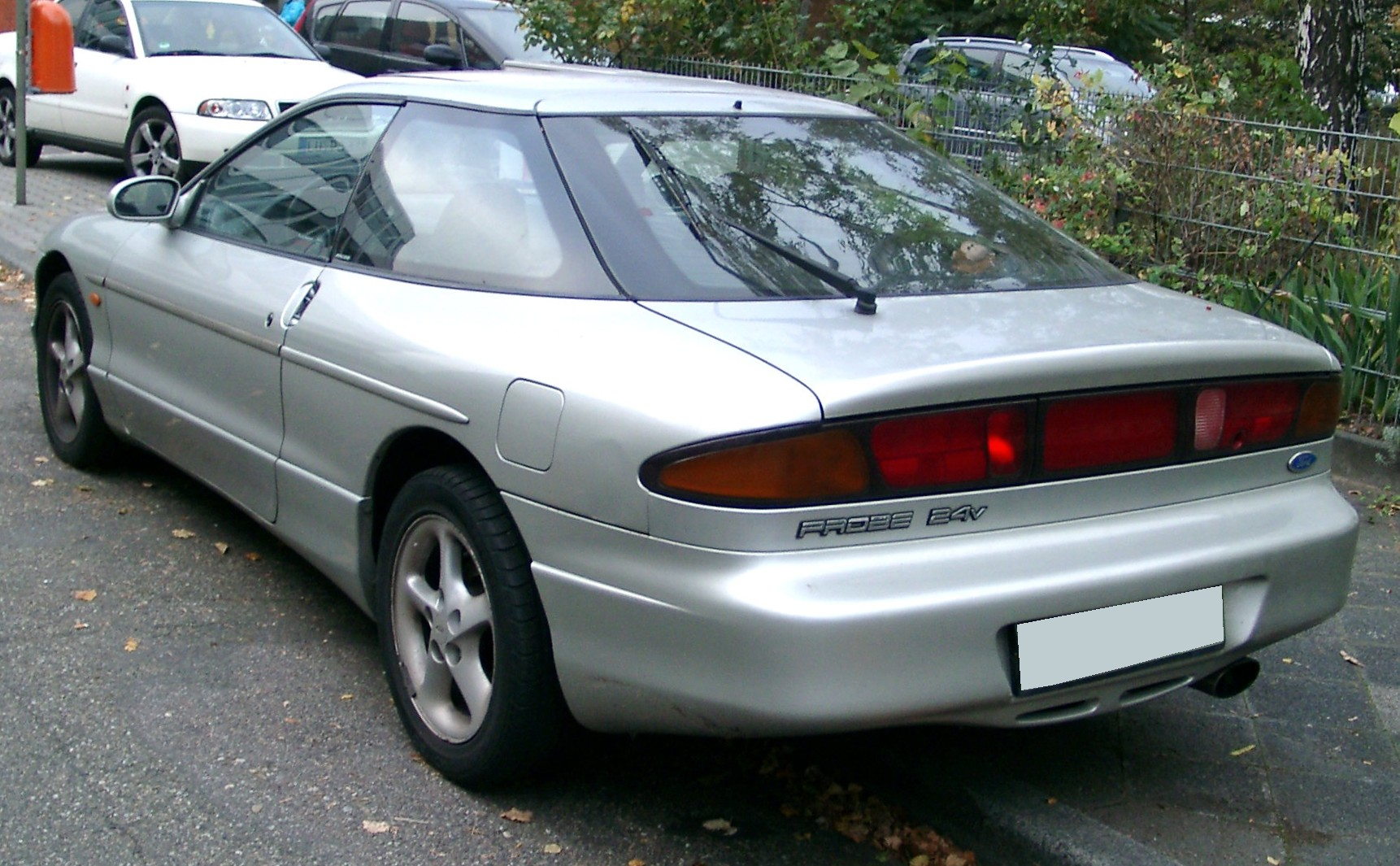
Ford Probe II - tył po liftingu

Ford Probe II został zaprezentowany po raz pierwszy w 1992 roku.
Prace nad projektem drugiej generacji auta ruszyły w 1991 roku przy udziale inżynierów Forda i Mazdy. Japońscy inżynierowie pracowali nad jednostką napędową, skrzynią biegów oraz podwoziem natomiast Amerykanie skonstruowali bryłę nadwozia i zawieszenie oraz wnętrze.
Podobnie jak w przypadku poprzednika, Ford Probe II był samochodem o światowym zasięgu. Ponadto, poza rynkiem północnoamerykańskim i europejskim oferowany był także w Australii i Nowej Zelandii.

### Lifting
W 1994 roku we wnętrzu pojazdu zrezygnowano z listwy ozdobnej oraz dodano dwie poduszki powietrzne. W 1995 roku auto przeszło delikatną modernizację. Wersja GT otrzymała spojler, w który można było doposażyć także Forda Probe BASE i SE. Na drzwiach odświeżono tapicerkę oraz boczne lusterka, a na maskę po raz kolejny powróciło logo Forda.
W latach kolejnych poprawiono zawieszenie, zamontowano nowe pasy bezpieczeństwa oraz wygodniejsze tylne fotele. Podczas trwającej 4 lata produkcji powstały 334 674 sztuki modelu.

### Wersje wyposażenia
- Base
- SE
- GT

### Dane techniczne
| Model:                  | Silnik: | Typ silnika: | Zawory: | Pojemność skokowa: | Moc maksymalna:             | Moment obrotowy:                   | Prędkość maksymalna:          | Przyśpieszenie 0-100 km/h: |
| ----------------------- | ------- | ------------ | ------- | ------------------ | --------------------------- | ---------------------------------- | ----------------------------- | -------------------------- |
| Probe Base R4 2.0 DOHC  | Mazda   | R4 DOHC      | 16      | 1991 cm³           | 120 KM                      | 172 Nm przy 4500 obr./min.         | 204 km/h                      | 10,6 s                     |
| Probe GT/SE V6 2.5 DOHC | Mazda   | V6 DOHC      | 24      | 2496 cm³           | 166 (KL-DE), 192 (KL-ZE) KM | 211 (KL-DE) Nm przy 4000 obr./min. | 225 (KL-DE), 235 (KL-ZE) km/h | 7,0 (KL-DE), 6,3 (KL-ZE) s |